# Az utolsó óra
Az utolsó óra (The 11th Hour) 2007-ben bemutatott dokumentumfilm, melynek producere és narrátora Leonardo DiCaprio, rendezői pedig Leila Conners Petersen és Nadia Conners. Adam Lewis, Pierre André Senizergues és Doyle Brunson mind hozzájárultak a film finanszírozásához. 
A premierre 2007-ben, a 60. cannes-i filmfesztiválon került sor. A közönség 2007. augusztus 17-én nézhette meg először a globális felmelegedési válságról szóló alkotást, ami közel egy évvel Al Gore hasonló témájú, Kellemetlen igazság című könyve után készült el.
Magyarországon elsőként a fővárosi Kossuth mozi vetítette a filmet: 2008. január 31-én volt a bemutató.

## Szinopszis
A világ több mint ötven prominens gondolkodója és aktivistája, köztük az egykori szovjet államelnök: Mihail Gorbacsov, Stephen Hawking asztrofizikus, a Nobel-díjas Wangari Maathai és Paul Hawken újságíró működik közre a filmben, ami dokumentálja az égető problémákat, melyek kihívást jelentenek a bolygó életrendszerére. A globális felmelegedés, az erdőirtások, a tömeges fajkipusztulások és az óceánok elsavasodása mind sorra kerülnek. A The 11th Hour alapvetése, hogy az emberiség jövője hatalmas veszélyben van, pedig az ember által okozott természeti károk visszafordításához szükséges technológiák 90%-a már létezik.
A film reményt és potenciális megoldásokat kínál ezen aggályokra. Határozott tettek szükségesek a globális emberi tevékenységek újraformálására és újragondolására a technológia, szociális felelősség és konzerválás segítségével. Olyan tudósok és környezetvédelmi elkötelezettek, mint David Orr, David Suzuki és Gloria Flora bemutatnak egy radikálisan új és eltérő jövőképet, melyben az embernek nem célja a bolygó domináns fajának lenni, csupán a többi életformához hasonló szinten és velük együtt élni.
A filmet Thom Hartmann „Az ősi napfény utolsó órái” című könyve inspirálta.

## Idézetek
A globális felmelegedés nem csupán az elsőszámú környezetvédelmi kihívás, amivel ma szemben állunk, de egyike a legfontosabb témáknak, ami az egész emberiséget érintik…Mindenkinek ki kell vennie a részét abból, hogy felhívjuk a figyelmet a globális felmelegedésre és a problémákra, amelyekkel emberként szembe kell néznünk, hogy bolygónk jövője számára fenntartható környezetet érjünk el. – Leonardo DiCaprio.

### Egyéb
- Hivatalos Eleventh Hour tettoldal
- Leo Warms to Global-Warming Film
- A Vanity Fair cikke
- Előzetes. YouTube